# Damaskinaż (heraldyka)
Damaskinaż (fr. damasquinage, z łac. Damascus ‘Damaszek’), inaczej adamaszek (także od miasta Damaszek w Syrii) – zapożyczenie ze sztuki zdobniczej Bliskiego Wschodu. Ozdobne wypełnienie wolnego pola tarczy ornamentem geometrycznym lub fantazyjnym. Wszedł w użycie wraz z szerszym zastosowaniem figur heraldycznych (figury zaszczytne). Stosowany, gdy zachodziła potrzeba (czysto estetyczna) wypełniania wolnej przestrzeni, zawsze ma charakter dekoracyjny i podporządkowany regułom stylowym, nie tworzy natomiast nowych herbów ani odmian herbowych. Wyróżnia się dwa typy adamaszków: wzorzysty – zwany gotyckim, o wzorze geometrycznym, i roślinny – renesansowy. Niekiedy wyjątkowo stosowanie go w konkretnym herbie stawało się ponadczasową regułą, zwłaszcza w heraldyce niemieckiej i szwajcarskiej. Na przykład renesansowy damaskinaż herbu Hohenzollernów przeżył swoją epokę i stał się obowiązującym sposobem przedstawiania herbu. Damaskinaż powinien być rysowany tą samą barwą co tło, w nieco jaśniejszym, lub ciemniejszym odcieniu, ewentualnie zlotem lub srebrem, zawsze w sposób bardzo delikatny, aby uniknąć stworzenia omyłkowego wrażenia wystąpienia dodatkowych figur lub godeł w polu tarczy. Damaskinaż zasadniczo nie podlega blazonowaniu, ale zdarzają się przypadki uwzględniania go w opisie herbu.

## Przykłady damaskinaży

Dawna wersja herbu szwajcarskiego miasta Sennwald
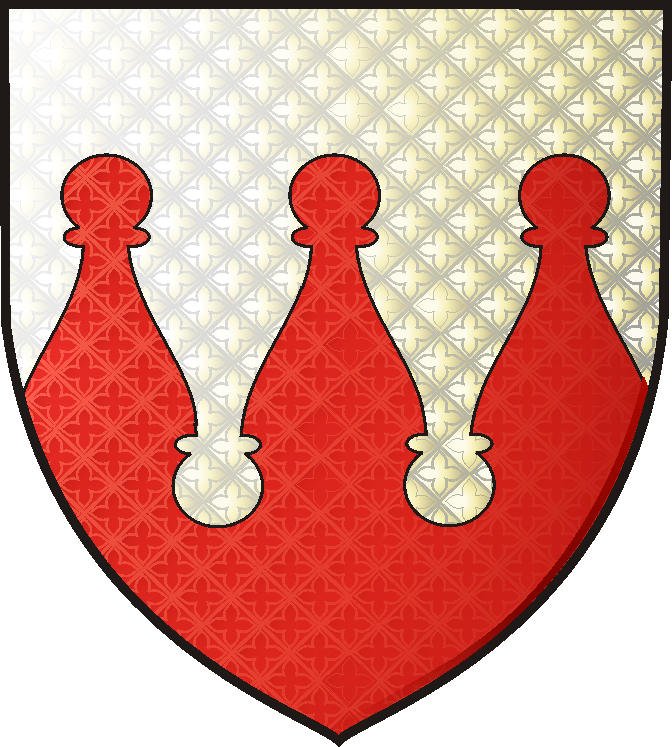
Herb rodowy Steiferów (wikipedysta Steifer)
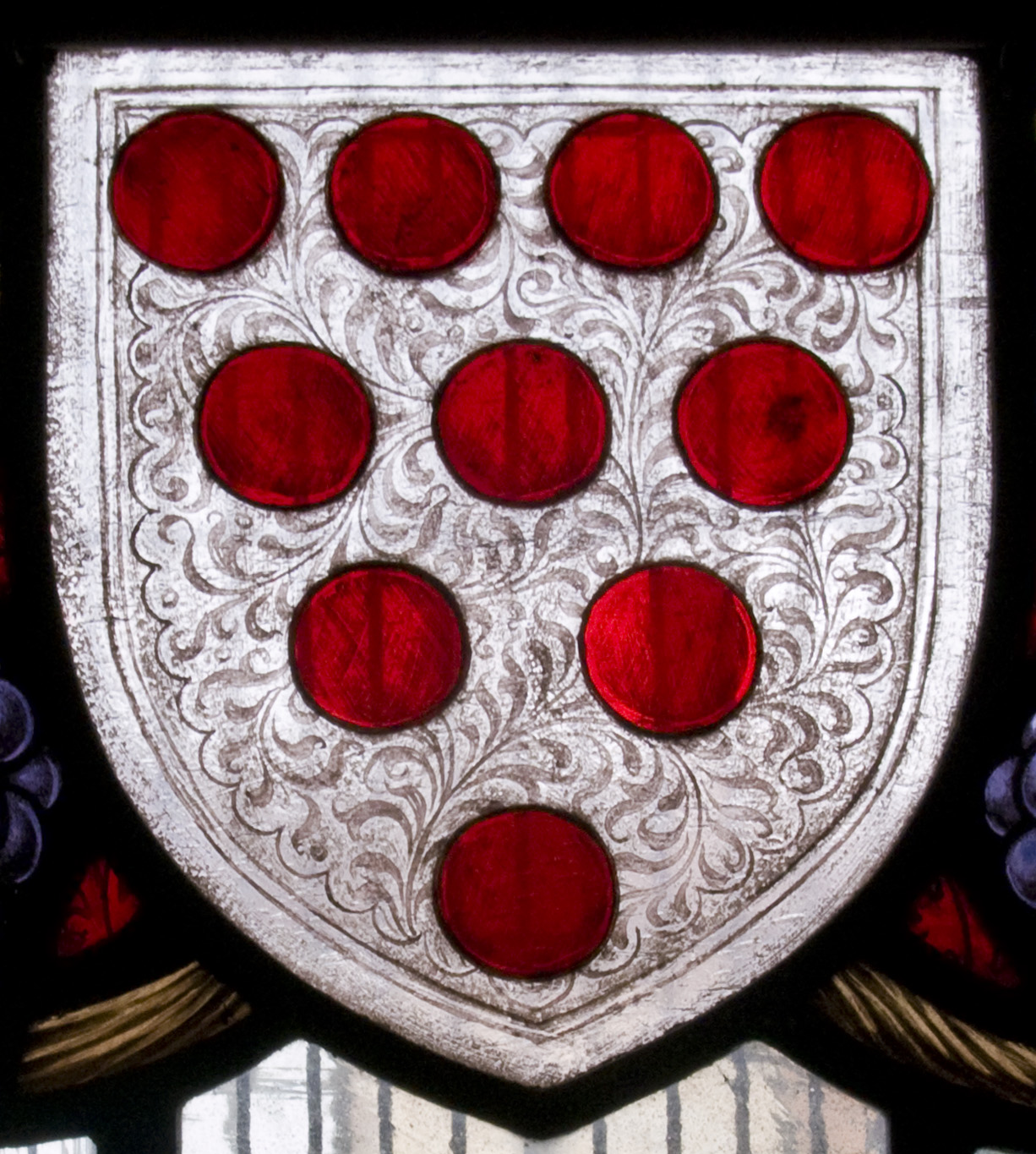
Witraż z herbem anglikańskiej diecezji worcesterskiej
Herb niemieckiego miasta Willstätt